# All England
El All England (oficialmente All England Open Badminton Championships) es un campeonato de bádminton que se instauró en 1899 y que se celebra cada año en Birmingham (Inglaterra).
Hasta la creación del Campeonato del Mundo en 1977, el All England era considerado como tal, y más de un siglo después sigue siendo el campeonato más prestigioso, dejando aparte Juegos Olímpicos y Mundiales.

## Sedes históricas
| 1899 - 1901 | HQ of the London Scottish Rifles at Buckingham Gate                  |
| 1902        | Crystal Palace Central Transept                                      |
| 1903 - 1909 | London Rifles Brigade's City Headquarters in Bunhill Row             |
| 1910 - 1939 | Horticultural Hall in Vincent Square behind the Army and Navy Stores |
| 1947 - 1949 | Harringay Arena, North London Stadium                                |
| 1950 - 1956 | Empress Hall, Earls Court                                            |
| 1957 - 1993 | Wembley Arena, Londres                                               |
| 1994 -      | National Indoor Arena, Birmingham                                    |

## Campeonatos
Historial de campeonatos desde el año 2010.
| Año  | Hombres       | Mujeres        | Hombres dobles                 | Mujeres dobles                   | Mixto                        |
| ---- | ------------- | -------------- | ------------------------------ | -------------------------------- | ---------------------------- |
| 2010 | Lee Chong Wei | Tine Rasmussen | Jonas Rasmussen Lars Paaske    | Yu Yang Du Jing                  | Zhang Nan Zhao Yunlei        |
| 2011 | Lee Chong Wei | Wang Shixian   | Mathias Boe Carsten Mogensen   | Yu Yang Wang Xiaoli              | Xu Chen Ma Jin               |
| 2012 | Lin Dan       | Li Xuerui      | Jung Jae-sung Lee Yong-dae     | Tian Qing Zhao Yunlei            | Tontowi Ahmad Lilyana Natsir |
| 2013 | Chen Long     | Tine Baun      | Liu Xiaolong Qiu Zihan         | Yu Yang Wang Xiaoli              | Tontowi Ahmad Lilyana Natsir |
| 2014 | Lee Chong Wei | Wang Shixian   | Mohammad Ahsan Hendra Setiawan | Yu Yang Wang Xiaoli              | Tontowi Ahmad Lilyana Natsir |
| 2015 | Chen Long     | Carolina Marín | Mathias Boe Carsten Mogensen   | Bao Yixin Tang Yuanting          | Zhang Nan Zhao Yunlei        |
| 2016 | Lin Dan       | Nozomi Okuhara | Vladimir Ivanov Ivan Sozonov   | Misaki Matsutomo Ayaka Takahashi | Praveen Jordan Debby Susanto |

## Campeones

### Individual masculino
| Jugadores                             | Jugadores              | Total | Años                                           |
| ------------------------------------- | ---------------------- | ----- | ---------------------------------------------- |
| Bandera de Inglaterra.                | Sidney H. Smith        | 1     | 1900                                           |
| Bandera de Inglaterra.                | Kaptajn H.W. Davies    | 1     | 1902                                           |
| Bandera de Inglaterra.                | Ralph Watling          | 2     | 1903, 1904                                     |
| Bandera de Inglaterra.                | Henry Norman Marrett   | 3     | 1904, 1905, 1908                               |
| Bandera de Inglaterra.                | Norman Wood            | 2     | 1906, 1907                                     |
| Bandera de Inglaterra.                | Frank Chesterton       | 3     | 1909, 1910, 19012                              |
| Bandera de Inglaterra.                | Guy A. Sautter         | 3     | 1911, 1913, 1914                               |
| Bandera de Inglaterra.                | Sir George Alan Thomas | 4     | 1920, 1921, 1922, 1923                         |
| Bandera de Irlanda.                   | Gordon 'Curly' Mack    | 1     | 1924                                           |
| Bandera de Irlanda.                   | Frank Devlin           | 6     | 1925, 1926, 1927, 1928, 1929, 1931             |
| Bandera de Inglaterra.                | Donald C. Hume         | 1     | 1930                                           |
| Bandera de Inglaterra.                | Ralph C.F. Nichols     | 5     | 1932, 1934, 1936, 1937, 1938                   |
| Bandera de Inglaterra.                | R.M. White             | 2     | 1933, 1935                                     |
| Bandera de Dinamarca.                 | Tage Madsen            | 1     | 1939                                           |
| Bandera de Dinamarca.                 | Conny Jepsen           | 1     | 1947                                           |
| Bandera de Dinamarca.                 | Jørn Skaarup           | 1     | 1948                                           |
|                                       | Dave G. Freeman        | 1     | 1949                                           |
| Bandera de Malasia.                   | Wong Peng Soon         | 4     | 1950, 1951, 1952, 1955                         |
| Bandera de Malasia.                   | Eddy B. Choong         | 4     | 1953, 1954, 1956, 1957                         |
| Bandera de Dinamarca.                 | Erland Kops            | 7     | 1958, 1960, 1961, 1962, 1963, 1965, 1967       |
| Bandera de Indonesia.                 | Tan Joe Hok            | 1     | 1959                                           |
| Bandera de Dinamarca.                 | Knud Aage Nielsen      | 4     | 1964                                           |
| Bandera de Malasia.                   | Tan Aik Huang          | 1     | 1966                                           |
| Bandera de Indonesia.                 | Rudy Hartono           | 8     | 1968, 1969, 1970, 1971, 1972, 1973, 1974, 1976 |
| Bandera de Dinamarca.                 | Svend Pri              | 1     | 1975                                           |
| Bandera de Dinamarca.                 | Flemming Delfs         | 1     | 1977                                           |
| Bandera de Indonesia.                 | Liem Swie King         | 3     | 1978, 1979, 1981                               |
| Bandera de India.                     | Prakash Padukone       | 1     | 1980                                           |
| Bandera de Dinamarca.                 | Morten Frost           | 4     | 1982, 1984, 1986, 1987                         |
| Bandera de China.                     | Luan Jin               | 1     | 1983                                           |
| Bandera de China.                     | Zhao Jianhua           | 2     | 1985, 1990                                     |
| Bandera de Dinamarca.                 | Ib Frederiksen         | 1     | 1988                                           |
| Bandera de China.                     | Yang Yang              | 1     | 1989                                           |
| Bandera de Indonesia.                 | Ardy Wiranata          | 1     | 1991                                           |
| Bandera de China.                     | Liu Jun                | 1     | 1992                                           |
| Bandera de Indonesia.                 | Heryanto Arbi          | 2     | 1993, 1994                                     |
| Bandera de Dinamarca.                 | Poul-Erik Høyer Larsen | 2     | 1995, 1996                                     |
| Bandera de China.                     | Dong Jiong             | 1     | 1997                                           |
| Bandera de China.                     | Sun Jun                | 1     | 1998                                           |
| Bandera de Dinamarca.                 | Peter Gade             | 1     | 1999                                           |
| Bandera de China.                     | Xia Xuanze             | 1     | 2000                                           |
| Bandera de India.                     | Pulella Gopichand      | 1     | 2001                                           |
| Bandera de China.                     | Chen Hong              | 2     | 2002, 2005                                     |
| Bandera de Malasia.                   | Muhammad Hafiz Hashim  | 1     | 2003                                           |
| Bandera de China.                     | Lin Dan                | 6     | 2004, 2006, 2007, 2009, 2012, 2016             |
| Bandera de la República Popular China | Chen Jin               | 1     | 2008                                           |
| Bandera de Malasia                    | Lee Chong Wei          | 3     | 2010, 2011, 2014                               |
| Bandera de la República Popular China | Chen Long              | 2     | 2013, 2015                                     |

### Individual femenino
| Jugadores                             | Jugadores             | Total | Años                                                       |
| ------------------------------------- | --------------------- | ----- | ---------------------------------------------------------- |
| Bandera de Inglaterra.                | Ethel B. Thomson      | 10    | 1900, 1901, 1903, 1904, 1905, 1906, 1907, 1908, 1909, 1910 |
| Bandera de Inglaterra.                | Muriel Lucas          | 1     | 1902                                                       |
| Bandera de Inglaterra.                | Margaret Larminie     | 3     | 1912, 1913, 1928                                           |
| Bandera de Inglaterra.                | Lavinia C. Radeglia   | 3     | 1913, 1914, 1923                                           |
| Bandera de Inglaterra.                | Kitty McKane          | 5     | 1920, 1921, 1922, 1924, 1925                               |
| Bandera de Inglaterra.                | F.G. Barrett          | 5     | 1926, 1927, 1929, 1930, 1931                               |
| Bandera de Inglaterra.                | Leoni Kingsbury       | 2     | 1932, 1934                                                 |
| Bandera de Inglaterra.                | Alice Woodroffe       | 1     | 1933                                                       |
| Bandera de Inglaterra.                | Betty Uber            | 1     | 1935                                                       |
| Bandera de Inglaterra.                | Telma Kingsbury       | 2     | 1936, 1937                                                 |
| Bandera de Inglaterra.                | Daphne Young          | 1     | 1938                                                       |
| Bandera de Canadá.                    | Dorothy Walton        | 1     | 1939                                                       |
| Bandera de Dinamarca.                 | Marie Ussing          | 2     | 1947, 1953                                                 |
| Bandera de Dinamarca.                 | Kirsten Thorndahl     | 1     | 1948                                                       |
| Bandera de Dinamarca.                 | Aase Schiøtt Jacobsen | 2     | 1949, 1951                                                 |
| Bandera de Dinamarca.                 | Tonny Ahm             | 2     | 1950, 1952                                                 |
|                                       | Judy Devlin           | 10    | 1954, 1957, 1958, 1960, 1961, 1962, 1963, 1964, 1966, 1967 |
|                                       | Margaret Varner       | 2     | 1955, 1956                                                 |
| Bandera de Inglaterra.                | Heather M. Ward       | 1     | 1959                                                       |
| Bandera de Inglaterra.                | Ursula Smith          | 1     | 1965                                                       |
| Bandera de Suecia.                    | Eva Twedberg          | 2     | 1968, 1971                                                 |
| Bandera de Japón.                     | Hiroe Yuki            | 4     | 1969, 1974, 1975, 1977                                     |
| Bandera de Japón.                     | Etsuko Takenake       | 1     | 1970                                                       |
| Bandera de Japón.                     | N. Nakayama           | 1     | 1972                                                       |
| Bandera de Inglaterra.                | Margaret Beck         | 1     | 1973                                                       |
| Bandera de Inglaterra.                | Gillian Gilks         | 2     | 1976, 1978                                                 |
| Bandera de Dinamarca.                 | Lene Køppen           | 2     | 1979, 1980                                                 |
| Bandera de Corea del Sur.             | Hwang Sun Ai          | 1     | 1981                                                       |
| Bandera de China.                     | Zhang Ailing          | 2     | 1982, 1983                                                 |
| Bandera de China.                     | Li Lingwei            | 2     | 1984, 1989                                                 |
| Bandera de China.                     | Han Aiping            | 1     | 1985                                                       |
| Bandera de Corea del Sur.             | Kim Yun-Ja            | 1     | 1986                                                       |
| Bandera de Dinamarca.                 | Kirsten Larsen        | 1     | 1987                                                       |
| Bandera de China.                     | Gu Jiaming            | 1     | 1988                                                       |
| Bandera de Indonesia.                 | Susi Susanti          | 4     | 1990, 1991, 1993, 1994                                     |
| Bandera de China.                     | Tang Jiuhong          | 1     | 1992                                                       |
| Bandera de Suecia.                    | Lim Xiao Qing         | 1     | 1995                                                       |
| Bandera de Corea del Sur.             | Bang Soo-Hyun         | 1     | 1996                                                       |
| Bandera de China.                     | Ye Zhaoying           | 3     | 1997, 1998, 1999                                           |
| Bandera de China.                     | Gong Zhichao          | 2     | 2000, 2001                                                 |
| Bandera de Dinamarca.                 | Camilla Martin        | 1     | 2002                                                       |
| Bandera de China.                     | Zhou Mi               | 1     | 2003                                                       |
| Bandera de China.                     | Gong Ruina            | 1     | 2004                                                       |
| Bandera de China.                     | Xie Xingfang          | 3     | 2005, 2006, 2007                                           |
| Bandera de Dinamarca                  | Tine Rasmussen        | 2     | 2008, 2010                                                 |
| Bandera de la República Popular China | Wang Shixian          | 2     | 2011, 2014                                                 |
| Bandera de la República Popular China | Li Xuerui             | 1     | 2012                                                       |
| Bandera de Dinamarca                  | Tine Baun             | 1     | 2013                                                       |
| Bandera de España                     | Carolina Marín        | 2     | 2015, 2024                                                 |
| Bandera de Japón                      | Nozomi Okuhara        | 1     | 2016                                                       |

### Dobles masculino
| Jugadores                                    | Jugadores                                  | Total | Años                               |
| -------------------------------------------- | ------------------------------------------ | ----- | ---------------------------------- |
| Bandera de Inglaterra.                       | D. Oakes/Stewart Massey                    | 1     | 1899                               |
| Bandera de Inglaterra.                       | H.L. Mellersh/F.S. Collier                 | 3     | 1900, 1901, 1902                   |
| Bandera de Inglaterra.                       | Stewart Marsden Massey/E.L. Huson          | 1     | 1903                               |
| Bandera de Inglaterra.                       | Albert Davis Prebble/Henry Norman Marrett  | 1     | 1904                               |
| Bandera de Inglaterra.                       | C.T.J. Barnes/Stewart Marsden Massey       | 1     | 1905                               |
| Bandera de Inglaterra.                       | Henry Norman Marrett/George Alan Thomas    | 4     | 1906, 1908, 1910, 1912             |
| Bandera de Inglaterra.                       | Albert Davis Prebble/Norman Wood           | 1     | 1907                               |
| Bandera de Inglaterra.                       | Frank Chesterton/Albert Davis Prebble      | 1     | 1909                               |
| Bandera de Inglaterra.                       | P.D. Fitton/Ernest Edward Shedden Hawthorn | 1     | 1911                               |
| Bandera de Inglaterra.                       | Frank Chesterton/George Alan Thomas        | 2     | 1913                               |
| Bandera de Inglaterra.                       | A.F. Engelbach/R. du Roveray               | 1     | 1920                               |
| Bandera de Inglaterra.                       | Sir George Alan Thomas/Frank Hodge         | 3     | 1921, 1924, 1928                   |
| Bandera de Inglaterra. · Bandera de Irlanda. | Guy A. Sautter/Frank Devlin                | 1     | 1922                               |
| Bandera de Irlanda.                          | Frank Devlin/Gordon 'Curly' Mack           | 6     | 1923, 1926, 1927, 1929, 1930, 1931 |
| Bandera de Inglaterra.                       | Herbert Uber/A.K. Jones                    | 1     | 1925                               |
| Bandera de Inglaterra.                       | Donald C. Hume/R.M. White                  | 4     | 1932, 1933, 1934, 1935             |
| Bandera de Inglaterra.                       | L. Nichols/Ralph C.F. Nichols              | 3     | 1936, 1937, 1938                   |
| Bandera de Irlanda.                          | T.H. Boyle/J.L. Rankin                     | 1     | 1939                               |
| Bandera de Dinamarca.                        | Tage Madsen/Poul Holm                      | 1     | 1947                               |
| Bandera de Dinamarca.                        | Preben Dabelsteen/Børge Frederiksen        | 1     | 1948                               |
| Bandera de Malasia.                          | Ool Teik Hock/Tech Seng Khoon              | 1     | 1949                               |
| Bandera de Dinamarca.                        | Jørn Skaarup/Preben Dabelsteen             | 1     | 1950                               |
| Bandera de Malasia.                          | David Ewe Choong/Eddy B. Choong            | 3     | 1951, 1952, 1953                   |
| Bandera de Malasia.                          | Ooi Teik Hock/Ong Poh Lim                  | 1     | 1954                               |
| Bandera de Dinamarca.                        | Finn Kobberø/Jørgen Hammergaard Hansen     | 6     | 1955, 1956, 1961, 1962, 1963, 1964 |
| Bandera de Malasia.                          | J.C. Alston/'Johnnie' Heah                 | 1     | 1957                               |
| Bandera de Dinamarca.                        | Erland Kops/Poul Erik Nielsen              | 1     | 1958                               |
| Bandera de Malasia.                          | Lim Say Hup/Teh Kew San                    | 1     | 1959                               |
| Bandera de Dinamarca.                        | Finn Kobberø/Poul Erik Nielsen             | 1     | 1960                               |
| Bandera de Malasia.                          | Ng Boon Bee/Tan Yee Khan                   | 2     | 1965, 1966                         |
| Bandera de Dinamarca.                        | Henning Borch/Erland Kops                  | 3     | 1967, 1968, 1969                   |
| Bandera de Dinamarca.                        | Tom Bacher/Poul Petersen                   | 1     | 1970                               |
| Bandera de Malasia.                          | Ng Boon Bee/Punch Gunalan                  | 1     | 1971                               |
| Bandera de Indonesia.                        | Christian/Ade Chandra                      | 1     | 1972                               |
| Bandera de Indonesia.                        | Christian/Wahjudi                          | 1     | 1973                               |
| Bandera de Indonesia.                        | Tjun Tjun/Wahjudi                          | 6     | 1974, 1975, 1977, 1978, 1979, 1980 |
| Bandera de Suecia.                           | Bengt Frøman/Thomas Kihlstrøm              | 1     | 1976                               |
| Bandera de Indonesia.                        | Heryanto/Kartono                           | 1     | 1981                               |
| Bandera de Malasia.                          | Razif Sidek/Jalani Sidek                   | 1     | 1982                               |
| Bandera de Suecia.                           | Thomas Kihlstrøm/Stefan Karlsson           | 1     | 1983                               |
| Bandera de Indonesia.                        | Heryanto/Kartono                           | 1     | 1984                               |
| Bandera de Corea del Sur.                    | Kim Moon Soo/Park Joo Bong                 | 3     | 1985, 1986, 1990                   |
| Bandera de China.                            | Li Yongbo/Tian Bingyi                      | 3     | 1987, 1988, 1991                   |
| Bandera de Corea del Sur.                    | Lee Sang Bok/Park Joo Bong                 | 1     | 1989                               |
| Bandera de Indonesia.                        | Rudy Gunawan/Eddy Hartono                  | 1     | 1992                               |
| Bandera de Dinamarca.                        | Jon Holst-Christensen/Thomas Lund          | 1     | 1993                               |
| Bandera de Indonesia.                        | Rudy Gunawan/Bambang Suprianto             | 1     | 1994                               |
| Bandera de Indonesia.                        | Rexy Mainaky/Ricky Subagja                 | 2     | 1995                               |
| Bandera de Corea del Sur.                    | Ha Tae-Kwon/Kang Kyung-Min                 | 1     | 1997                               |
| Bandera de Corea del Sur.                    | Lee Dong Soo/Yoo Yong Sung                 | 1     | 1998                               |
| Bandera de Indonesia.                        | Tony Gunawan/Candra Wijaya                 | 1     | 1999                               |
| Bandera de Corea del Sur.                    | Ha Tae Kwon/Kim Dong-Moon                  | 2     | 2000, 2002                         |
| Bandera de Indonesia.                        | Tony Gunawan/Halim Heryanto                | 1     | 2001                               |
| Bandera de Indonesia.                        | Sigit Budiarto/Candra Wijaya               | 1     | 2003                               |
| Bandera de Dinamarca.                        | Martin Lundgaard Hansen/Jens Eriksen       | 2     | 2004, 2006                         |
| Bandera de China.                            | Fu Haifeng/Cai Yun                         | 2     | 2005, 2009                         |
| Bandera de Malasia                           | Koo Kien Keat/Tan Boon Heong               | 1     | 2007                               |
| Bandera de Corea del Sur                     | Jung Jae-sung/Lee Yong-dae                 | 2     | 2008, 2012                         |
| Bandera de Dinamarca                         | Jonas Rasmussen/Lars Paaske                | 1     | 2010                               |
| Bandera de Dinamarca                         | Mathias Boe/Carsten Mogensen               | 2     | 2011, 2015                         |
| Bandera de la República Popular China        | Liu Xiaolong/Qiu Zihan                     | 1     | 2013                               |
| Bandera de Indonesia                         | Mohammad Ahsan/Hendra Setiawan             | 1     | 2014                               |
| Bandera de Rusia                             | Vladimir Ivanov/Ivan Sozonov               | 1     | 2016                               |

### Dobles femenino
| Jugadores                                            | Jugadores                                                                                           | Total | Años                               |
| ---------------------------------------------------- | --------------------------------------------------------------------------------------------------- | ----- | ---------------------------------- |
| Bandera de Inglaterra.                               | Muriel Lucas (posteriormente Adams)/Graeme                                                          | 2     | 1899, 1900                         |
| Bandera de Inglaterra.                               | St.John/E. Moseley (posteriormente Allen)                                                           | 1     | 1901                               |
| Bandera de Inglaterra.                               | Ethel B. Thomson (posteriormente Larcombe)/Muriel Lucas (later Adams)                               | 2     | 1902                               |
| Bandera de Inglaterra.                               | M. Hardy/D.K. Douglas (posteriormente Lambert Chambers)                                             | 1     | 1903                               |
| Bandera de Inglaterra.                               | Ethel B. Thomson (posteriormente Larcombe)/Muriel Lucas (posteriormente Adams)                      | 3     | 1904, 1905, 1906                   |
| Bandera de Inglaterra.                               | G.L. Murray/Muriel Lucas (posteriormente Adams)                                                     | 3     | 1907, 1908, 1909                   |
| Bandera de Inglaterra.                               | M.K. Bateman - later Flaxman/Muriel Lucas (posteriormente Adams)                                    | 1     | 1910                               |
| Bandera de Inglaterra.                               | A. Gowenlock/D. Cundall (posteriormente Bisgood)                                                    | 2     | 1911, 1912                         |
| Bandera de Inglaterra.                               | Hazel Hogarth/M.K. Bateman (posteriormente Flaxman)                                                 | 1     | 1913                               |
| Bandera de Inglaterra.                               | Margaret Rivers Tragett (antiguamente Larminie)/Eveline Grace Peterson                              | 1     | 1914                               |
| Bandera de Inglaterra.                               | Lavinia C. Radeglia/Violet Elton                                                                    | 1     | 1920                               |
| Bandera de Inglaterra.                               | Kitty McKane - later Godfree/Margaret McKane (posteriormente Stocks)                                | 1     | 1921                               |
| Bandera de Inglaterra.                               | Margaret Rivers Tragett (posteriormente Larminie)/Hazel Hogarth                                     | 4     | 1922, 1923, 1925, 1927             |
| Bandera de Inglaterra.                               | Margaret Stocks - formerly McKane/Kitty McKane (posteriormente Godfrey)                             | 1     | 1924                               |
| Bandera de Inglaterra.                               | A.M. Head/Violet Elton                                                                              | 1     | 1926                               |
| Bandera de Inglaterra.                               | F.G. Barrett/Violet Elton                                                                           | 3     | 1928, 1929, 1930                   |
| Bandera de Inglaterra.                               | Marion Horsley/Betty Uber                                                                           | 1     | 1931                               |
| Bandera de Inglaterra.                               | F.G. Barrett/Leoni Kingsley                                                                         | 1     | 1932                               |
| Bandera de Inglaterra.                               | Thelma Kingsbury (posteriormente nacionalizado en EE. UU.)/Marjorie Bell (posteriormente Henderson) | 1     | 1933                               |
| Bandera de Inglaterra.                               | Marjorie Henderson/Thelma Kingsbury                                                                 | 3     | 1934, 1935, 1936                   |
| Bandera de Inglaterra.                               | Betty Uber/D. Doveton                                                                               | 2     | 1937, 1938                         |
| Bandera de Dinamarca.                                | Ruth Dalsgaard/Tonny Olsen (posteriormente Ahm)                                                     | 1     | 1939                               |
| Bandera de Dinamarca.                                | Tonny Ahm/Kirsten Thorndahl                                                                         | 3     | 1947, 1950, 1951                   |
| Bandera de Inglaterra.                               | Betty Uber/Queenie Allen (posteriormente Webber)                                                    | 1     | 1949                               |
| Bandera de Dinamarca.                                | Tonny Ahm/Aase Schiøtt Jacobsen                                                                     | 1     | 1952                               |
| Bandera de Inglaterra.                               | Iris Cooley/Une White                                                                               | 1     | 1953                               |
|                                                      | Sue Devlin - later Peard/Judy Devlin (posteriormente Hashman)                                       | 2     | 1954, 1956                         |
| Bandera de Inglaterra.                               | Iris Cooley/June White (posteriormente Timperley)                                                   | 1     | 1955                               |
| Bandera de Dinamarca.                                | Anni Hammergaard Hansen/Kirsten Thorndahl                                                           | 1     | 1957                               |
| Bandera de Inglaterra.                               | Margaret Varner/Heather M. Ward (posteriormente Nielsen)                                            | 1     | 1958                               |
| Bandera de Inglaterra.                               | Iris Rogers/June Timperley (antiguamente White)                                                     | 3     | 1959                               |
| Bandera de Inglaterra.                               | Sue Devlin - later Peard/Judy Devlin (posteriormente Hashman)                                       | 1     | 1960                               |
| Bandera de Irlanda.                                  | Judy Hashman (antiguamente Devlin)/Sue Peard (antiguamente Devlin)                                  | 3     | 1961, 1963, 1966                   |
| Bandera de Dinamarca.                                | Judy Hashman (antiguamente Devlin)/Tonny Holst-Christensen                                          | 1     | 1962                               |
| Bandera de Dinamarca.                                | Karin Jørgensen/Ulla Rasmussen                                                                      | 2     | 1964, 1965                         |
| Bandera de los Países Bajos. · Bandera de Dinamarca. | Imre Rietveld/Ulla Strand                                                                           | 1     | 1967                               |
| Bandera de Indonesia.                                | Minarni/Koetijah                                                                                    | 1     | 1968                               |
| Bandera de Inglaterra.                               | Margaret Boxall - later Allen/Sue Whetnall (antiguamente Pound)                                     | 2     | 1969, 1970                         |
| Bandera de Japón.                                    | Noriko Takagi/Hiroe Yuki                                                                            | 1     | 1971                               |
| Bandera de Japón.                                    | M. Aizawa/Etsuko Takanaka                                                                           | 3     | 1972, 1973, 1975                   |
| Bandera de Inglaterra.                               | Margaret Beck/Gillian Gilks (posteriormente Goodwin)                                                | 1     | 1974                               |
| Bandera de Inglaterra.                               | Gillian Gilks - posteriormente Goodwin/Sue Whetnall (antiguamente Pound)                            | 1     | 1976                               |
| Bandera de Japón.                                    | E. Toganoo/E. Ueno                                                                                  | 1     | 1977                               |
| Bandera de Japón.                                    | Tokuda/Takada                                                                                       | 1     | 1978                               |
| Bandera de Indonesia.                                | Verawaty/Wigoeno                                                                                    | 1     | 1979                               |
| Bandera de Inglaterra.                               | Gillian Gilks (posteriormente Goodwin)/Nora Perry (antiguamente Gardner)                            | 1     | 1980                               |
| Bandera de Inglaterra.                               | Nora Perry (antiguamente Gardner)/Jane Webster (posteriormente Sutton)                              | 1     | 1981                               |
| Bandera de China.                                    | Lin Yin/Wu Dixi                                                                                     | 2     | 1982, 1984                         |
| Bandera de China.                                    | Xu Rong/Wu Jianqiu                                                                                  | 1     | 1983                               |
| Bandera de China.                                    | Han Aiping/Li Lingwei                                                                               | 1     | 1985                               |
| Bandera de Corea del Sur.                            | Chung Myung-Hee/Hwang Hye-Young                                                                     | 3     | 1986, 1987, 1990                   |
| Bandera de Corea del Sur.                            | Chung-So Young/Kim Yun-Ja                                                                           | 1     | 1988                               |
| Bandera de Corea del Sur.                            | Chung Myung-Hee/Chung-So Young                                                                      | 1     | 1989                               |
| Bandera de Corea del Sur.                            | Chung-So Young/Hwang Hye-Young                                                                      | 1     | 1991                               |
| Bandera de China.                                    | Lin Yanfan/Yao Fen                                                                                  | 2     | 1992                               |
| Bandera de Corea del Sur.                            | Chung So-Young/Gil Young-Ah                                                                         | 2     | 1993, 1994                         |
| Bandera de Corea del Sur.                            | Gil Young-Ah/Jang Hye Ock                                                                           | 1     | 1995                               |
| Bandera de China.                                    | Ge Fei/Gu Jun                                                                                       | 4     | 1996, 1997, 1998, 2000             |
| Bandera de Corea del Sur.                            | Chung Jae-Hee/Ra Kyung-Min                                                                          | 1     | 1999                               |
| Bandera de China.                                    | Gao Ling/Huang Sui                                                                                  | 6     | 2001, 2002, 2003, 2004, 2005, 2006 |
| Bandera de la República Popular China                | Wei Yili/Zhang Yawen                                                                                | 1     | 2007                               |
| Bandera de Corea del Sur                             | Lee Hyo-jung/Lee Kyung-won                                                                          | 1     | 2008                               |
| Bandera de la República Popular China                | Zhang Yawen/Zhao Tingting                                                                           | 1     | 2009                               |
| Bandera de la República Popular China                | Yu Yang/Du Jing                                                                                     | 1     | 2010                               |
| Bandera de la República Popular China                | Wang Xiaoli/Yu Yang                                                                                 | 3     | 2011, 2013, 2014                   |
| Bandera de la República Popular China                | Tian Qing/Zhao Yunlei                                                                               | 1     | 2012                               |
| Bandera de la República Popular China                | Bao Yixin/Tang Yuanting                                                                             | 1     | 2015                               |
| Bandera de Japón                                     | Misaki Matsutomo/Ayaka Takahashi                                                                    | 1     | 2016                               |